# Alprostadil

Structura prostaglandinei E1